# Maximilian Nicu
Maximilian Johannes Ștefan Nicu (ur. 25 listopada 1982 w Prien am Chiemsee) – rumuński piłkarz występujący na pozycji pomocnika. Zawodnik klubu SpVgg Unterhaching.

## Kariera klubowa
Nicu jako junior grał w klubach Tus Prien, TSV 1860 Rosenheim oraz SpVgg Unterhaching, do którego ekipy juniorskiej trafił w 1997 roku. W 2002 roku został włączony do jego pierwszej drużyny, grającej w Regionallidze Süd. W 2003 roku awansował z nim do 2. Bundesligi. W pierwszej drużynie Unterhaching spędził 2 lata.
W lutym 2004 roku Nicu odszedł do Rot-Weiß Erfurt (Regionalliga Süd). W tym samym roku awansował z nim do 2. Bundesligi. Wówczas został graczem zespołu TuS Koblenz z Regionalligi Süd. W barwach tego klubu nie zagrał jednak ani razu i w styczniu 2005 roku podpisał kontrakt z inną drużyną grającą w Regionallidze Süd, SV Wehen. Występował tam przez 1,5 roku.
W 2006 roku Nicu przeszedł do drugoligowego Wackera Burghausen. W 2007 roku spadł z nim do Regionalligi Süd. Wówczas powrócił do Wehen, które w międzyczasie awansowało do 2. Bundesligi. Tym razem spędził tam rok.
W 2008 roku podpisał kontrakt z Herthą Berlin z Bundesligi. W tych rozgrywkach zadebiutował 17 sierpnia 2008 roku w wygranym 2:0 meczu z Eintrachtem Frankfurt. 18 października 2008 roku w wygranym 2:1 spotkaniu z VfB Stuttgart strzelił pierwszego gola w Bundeslidze. W 2009 roku zajął z klubem 4. miejsce w Bundeslidze. W 2010 roku spadł z nim do 2. Bundesligi. Wówczas odszedł z Herthy.
Latem 2010 roku Nicu został graczem zespołu SC Freiburg (Bundesliga). Pierwszy ligowy mecz zaliczył tam 21 sierpnia 2010 roku przeciwko FC St. Pauli (1:3). Następnie grał w takich klubach jak: TSV 1860 Monachium, Universitatea Kluż, Aris Limassol i SV Elversberg. W 2015 wrócił do SpVgg Unterhaching.

## Kariera reprezentacyjna
W reprezentacji Rumunii zadebiutował 1 kwietnia 2009 roku w przegranym 1:2 meczu eliminacji Mistrzostw Świata 2010 z Austrią.